# Polyptyque de la Badia

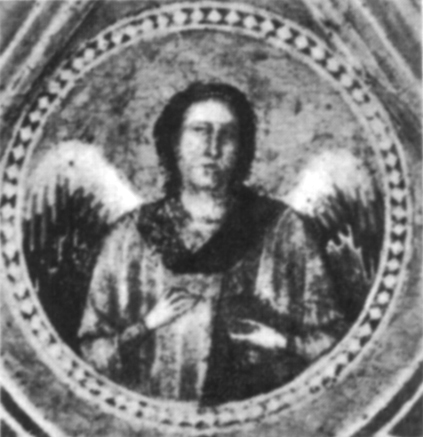
Ange sur un pinacle.

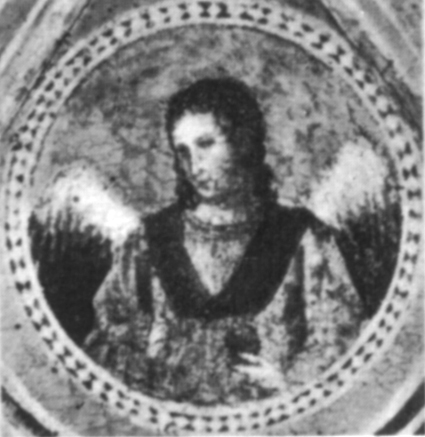
Ange sur un pinacle.

Le polyptyque de la Badia (en italien, Polittico di Badia) est une peinture a tempera sur bois (142 × 337 cm) attribuée à Giotto, réalisée vers 1300. Il est conservé au  musée des Offices à Florence.

## Histoire
Des sources telles que les Commentaires de Lorenzo Ghiberti et Les Vies de Vasari s'accordent pour signaler la présence d'un polyptyque de Giotto sur le maître-autel de l'église de la Badia Fiorentina, où l'artiste a également peint la nef et le mur au-dessus du portail d'origine. Des traces de l'œuvre, transférée au couvent en 1568, ont été perdues, et Gaetano Milanesi, dans son commentaire bien connu sur l'œuvre de Vasari (1878), l'a considérée comme définitivement disparue. C'est seulement au XXe siècle qu'Ugo Procacci retrouve le polyptyque au musée de Santa Croce, grâce à une étiquette placée au dos qui indiquait « Badia di Firenze », apposée lors des spoliations napoléoniennes en 1810, lorsque l'œuvre a probablement rejoint un dépôt au couvent San Marco et s'est ensuite retrouvée, à un moment indéterminé, dans la basilique florentine. À cette occasion, les doutes sur son attribution, qui avait fait l'objet de multiples hypothèses, sont dissipées. Déjà Thode (1885) a en effet mentionné le nom de Giotto, qui est confirmé par la suite par Ugo Procacci en 1962.
Cependant, les questions relatives à l'autographe des différentes parties du retable restent ouvertes : Procacci a, en fait, assigné les tondi dans les pinacles à l'atelier, tandis que Meloni a émis l'hypothèse que les saints Nicolas et Jean l'Évangéliste soient du Maestro della Santa Cecilia. La critique est également en désaccord sur la datation : fixée par presque tous les historiens au début du XIVe siècle, certains ont émis l'hypothèse d'une date ultérieure, après la chapelle des Scrovegni. Aujourd'hui, il est considéré comme lié à un moment proche des fresques d'Assise : il a en particulier de fortes affinités avec les décorations de la chapelle Saint-Nicolas dans l'église inférieure de la basilique.
En 1451-1453, le tableau a été modernisé en ajoutant des compartiments qui lui donnent une forme rectangulaire, avec quatre angelots de Jacopo d'Antonio, enlevés lors de la restauration de 1958 et maintenant conservés dans les dépôts.
Le retable n'a pas été conservé dans des conditions optimales. Il a été restauré pour la première fois en 1958 et a été heureusement sauvé de l'inondation de Florence de 1966. En 2000, il a subi une nouvelle restauration.

## Description
Le polyptyque est composé de cinq compartiments à pinacles triangulaires trifoliés. Il représente la Vierge et l'Enfant en buste (compartiment central) et, à partir de la gauche, les saints Nicolas de Bari, Jean l'évangéliste, Pierre et Benoît, identifiables à la fois par leurs attributs et par le nom inscrit en-dessous.
Les pinacles contiennent des tondi avec des bustes d'anges et au centre, un Christ bénissant. Le polyptyque a eu une grande influence sur la peinture florentine du XIVe siècle, étant repris par le Maestro della Santa Cecilia, Lippo di Benivieni, Taddeo Gaddi, Bernardo Daddi, etc.

## Style
La monumentalité solide et solennelle des personnages, un peu plus faible chez les saints de gauche, est soulignée par un clair-obscur puissant, surtout dans les draperies, qui convient bien à la phase précédant le voyage padouan de Giotto. Le dessin est élégant et raffiné.
Les personnages ont des regards intenses et sont résolument placés dans l'espace, avec quelques détails à l'effet notable, tels que la riche robe et la crosse dorée de saint Nicolas, le geste affectueux de l'Enfant qui saisit le décolleté de Marie avec sa main (humaine comme jamais auparavant) ou le drapé de l'étole de saint Pierre qui, en tournant autour du corps, en rehausse le volume. Contrairement au style lâche et captivant des Histoires de saint François, les saints du polyptyque apparaissent sérieux et graves, comme des figures de vénération antique.
Le peintre s'est efforcé de restituer la cohérence corporelle et spatiale des personnages, en les écartant légèrement (pour souligner la profondeur spatiale) et en les enrichissant de détails précieux, selon un style que l'on retrouve également dans des œuvres comme le Crucifix de Rimini ou Saint François d'Assise recevant les stigmates du musée du Louvre. Dans tous les cas, le polyptyque doit dater avant le voyage de Giotto à Padoue pour peindre la chapelle des Scrovegni : pour cette raison, le retable est généralement daté d'environ 1300. L'inspiration pour les volumes compacts pourrait également provenir des œuvres d'Arnolfo di Cambio que Giotto aurait eu l'occasion de voir lors des célébrations de la première année sainte à Rome en 1300.

## Source de traduction
- (It) Cet article est partiellement ou en totalité issu de l’article de Wikipédia en italien intitulé « Polittico di Badia » (voir la liste des auteurs).

## Articles annexes
- Primitifs italiens
- Renaissance florentine
- Église de l'Arena de Padoue
- Église inférieure de la basilique Saint-François d'Assise
- Église supérieure de la basilique Saint-François d'Assise